# Diocesi di Bunbury
La diocesi di Bunbury (in latino Dioecesis Bumburiensis) è una sede della Chiesa cattolica in Australia suffraganea dell'arcidiocesi di Perth. Nel 2023 contava 68.115 battezzati su 374.207 abitanti. È retta dal vescovo George Kołodziej, S.D.S.

## Territorio
La diocesi comprende la parte sud-occidentale dello stato australiano dell'Australia Occidentale.
Sede vescovile è la città di Bunbury, dove si trova la cattedrale di San Patrizio.
Il territorio si estende su 184.000 km² ed è suddiviso in 27 parrocchie.

## Storia
La diocesi è stata eretta il 12 novembre 1954 con la bolla Benigna illa di papa Pio XII, ricavandone il territorio dall'arcidiocesi di Perth.
Il 5 marzo 1955, con la lettera apostolica Amica lucet, lo stesso papa Pio XII ha proclamato la Beata Maria Vergine, venerata con il titolo di "Aiuto dei Cristiani", patrona principale della diocesi, e San Patrizio patrono secondario.

## Cronotassi dei vescovi
Si omettono i periodi di sede vacante non superiori ai 2 anni o non storicamente accertati.
- Launcelot John Goody † (12 novembre 1954 - 18 ottobre 1968 nominato arcivescovo di Perth)
- Myles McKeon † (6 marzo 1969 - 18 febbraio 1982 dimesso)
- Peter Quinn † (26 maggio 1982 - 20 dicembre 2000 dimesso)
- Gerard Holohan (11 giugno 2001 - 30 giugno 2023 ritirato)[2]
- George Kołodziej, S.D.S., dal 6 gennaio 2025

## Statistiche
La diocesi nel 2023 su una popolazione di 374.207 persone contava 68.115 battezzati, corrispondenti al 18,2% del totale.
| anno | popolazione | popolazione | popolazione | presbiteri | presbiteri | presbiteri | presbiteri                | diaconi | religiosi | religiosi | parrocchie |
| anno | battezzati  | totale      | %           | numero     | secolari   | regolari   | battezzati per presbitero | diaconi | uomini    | donne     | parrocchie |
| ---- | ----------- | ----------- | ----------- | ---------- | ---------- | ---------- | ------------------------- | ------- | --------- | --------- | ---------- |
| 1959 | 19.500      | 120.000     | 16,3        | 32         | 31         | 1          | 609                       |         | 13        | 139       | 23         |
| 1966 | 25.778      | 125.000     | 20,6        | 40         | 37         | 3          | 644                       |         | 15        | 144       | 26         |
| 1968 | 25.778      | 135.000     | 19,1        | 41         | 38         | 3          | 628                       | 1       | 16        | 130       | 25         |
| 1980 | 31.433      | 147.700     | 21,3        | 39         | 34         | 5          | 805                       |         | 23        | 123       | 27         |
| 1990 | 37.846      | 200.683     | 18,9        | 33         | 26         | 7          | 1.146                     | 6       | 17        | 97        | 26         |
| 1999 | 48.800      | 250.000     | 19,5        | 27         | 21         | 6          | 1.807                     | 9       | 6         | 56        | 26         |
| 2000 | 48.900      | 250.000     | 19,6        | 29         | 23         | 6          | 1.686                     | 9       | 6         | 49        | 26         |
| 2001 | 51.500      | 268.000     | 19,2        | 30         | 24         | 6          | 1.716                     | 9       | 6         | 44        | 26         |
| 2002 | 55.800      | 270.000     | 20,7        | 29         | 25         | 4          | 1.924                     | 9       | 4         | 45        | 26         |
| 2003 | 55.861      | 270.000     | 20,7        | 54         | 48         | 6          | 1.034                     | 12      | 6         | 45        | 27         |
| 2004 | 50.190      | 257.818     | 19,5        | 29         | 25         | 4          | 1.730                     | 11      | 4         | 35        | 26         |
| 2006 | 50.190      | 257.818     | 19,5        | 29         | 24         | 5          | 1.730                     | 11      | 5         | 15        | 30         |
| 2012 | 58.522      | 283.000     | 20,7        | 36         | 22         | 14         | 1.625                     | 12      | 14        | 19        | 27         |
| 2015 | 63.829      | 358.256     | 17,8        | 33         | 20         | 13         | 1.934                     | 15      | 14        | 18        | 28         |
| 2018 | 65.678      | 363.747     | 18,1        | 36         | 22         | 14         | 1.824                     | 13      | 14        | 20        | 28         |
| 2020 | 65.129      | 362.395     | 18,0        | 34         | 19         | 15         | 1.915                     | 12      | 19        | 18        | 28         |
| 2022 | 68.125      | 374.260     | 18,2        | 32         | 18         | 14         | 2.128                     | 8       | 14        | 16        | 27         |
| 2023 | 68.115      | 374.207     | 18,2        | 32         | 17         | 15         | 2.128                     | 8       | 15        | 14        | 27         |